# À bicyclette !
Pour les articles homonymes, voir À bicyclette.
Pour plus de détails, voir Fiche technique et Distribution.
À bicyclette ! est une comédie dramatique française réalisée par Mathias Mlekuz et sortie en 2024.
Il est présenté en avant-première mondiale au Festival du film francophone d'Angoulème 2024, où il obtient trois Valois de la mise en scène, du public et de la musique de film,.

## Synopsis
En hommage à son fils qui s'est donné la mort quelques années après un voyage à vélo de La Rochelle à Istanbul, son père reprend son trajet de voyage à bicyclette, en compagnie de son chien et son ami de longue date, à partir de l'Atlantique jusqu'à la mer Noire.

## Fiche technique
Sauf indication contraire, les informations mentionnées dans cette section peuvent être confirmées par la base de données cinématographiques Unifrance,  présente dans la section « Liens externes ».
- Titre original : À bicyclette !
- Titre de travail : Le Voyage de Youri[4], puis Youri[5]
- Réalisation : Mathias Mlekuz
- Scénario : Mathias Mlekuz et Philippe Rebbot
- Musique : Pascal Lengagne
- Photographie : Florent Sabatier
- Son : Amaury de Nexon et Gildas Préchac
- Montage : Céline Cloarec
- Production : Jean-Louis Livi
- Sociétés de production : F comme Film et M.E.S. Productions, en coproduction avec Cine Nomine
- Sociétés de distribution : Ad Vitam (France) ; Entract Films (Québec), Filmcoopi (Suisse romande), Vertigo Films Distribution (Belgique)
- Budget : 520 000 €[6]
- Pays de production :  France
- Langue originale : français
- Format : couleur — 2,35:1 — son 5.1
- Genre : comédie, drame
- Durée : 90 minutes
- Dates de sortie :
  - France : 27 août 2024 (Festival du film francophone d'Angoulême)[7] ; 26 février 2025 (sortie nationale)[8]
- Belgique, Suisse romande : 5 mars 2025
- Québec : 15 août 2025

## Distribution
- Mathias Mlekuz : Mathias
- Philippe Rebbot : Philippe
- Josef Mlekuz : Josef « Jo »
- Adriane Gradziel : Adriane
- Marzieh Rezaee : Marzi
- Laurent Jouault : le normand des Carpates

## Production

### Genèse et développement
Le 24 septembre 2022, Youri, le fils de Mathias Mlekuz s'est suicidé à l’âge de 28 ans, et ce dernier découvre le dernier message de son téléphone portable « Je t'aime » destiné à une jeune Iranienne, Marzy, dont le fils était amoureux. À partir de là, le comédien décide d'en faire un documentaire intitulé Le Voyage de Youri.

« Ce documentaire, c’est aussi une histoire d’amitié, puisque j’ai réalisé le voyage en compagnie de mon très bon ami, le comédien Philippe Rebbot. Il faut un lien fort pour partir sur un tel projet. C’est enfin un hommage à mon fils. J’ai voulu suivre ses traces, voir les paysages qu’il avait vu et rencontrer cette jeune femme, Marzi, que je ne connaissais pas. Il est beaucoup question d’errance dans le film. Nous allons d’un endroit à un autre, sans savoir ce qu’il va se passer, qui nous allons rencontrer. Il faut se laisser porter… C’est très beau comme sensation. Je n’ai pas encore fait le deuil de sa disparition, je ne suis pas encore prêt à le laisser partir. En réalisant ce documentaire, j’ai ainsi la sensation de continuer à faire vivre mon fils, de le voir exister. »

— Mathias Mlekuz

### Tournage
Le tournage débute à Aytré (Charente-Maritime), le 24 septembre 2023, « jour du premier anniversaire de la mort de Youri. Le voyage a duré cinq semaines en camion, avec une équipe réduite de cinq techniciens ». Il a également lieu à Besançon (Doubs), en octobre 2023. Le tournage a également donné lieu à une séquence dans l'école de la Ferrière-sous-Jougne, La Jougnena. Une séquence a été filmée dans la classe de CE1 de l'enseignant Monsieur Salvi.

### Musique
La musique du film est composée par Pascal Lengagne, bien que le long métrage de Mathias Mlekuz le « touche particulièrement, ayant connu et accueilli le jeune Youri dont il est question dans le film. ».

## Accueil

### Festivals et sortie
À bicyclette ! est sélectionné en compétition officielle au Festival du film francophone d'Angoulême, où il est projeté le 27 août 2024 et où il récolte trois Valois de la mise en scène, du public et de la musique de film,. Il est également présenté le 14 septembre suivant au Festival du film français d'Helvétie et le 28 septembre au Festival 2 Cinéma 2 Valenciennes, où il obtient deux prix du public et d'interprétation masculine.
À la suite du succès au Festival du film francophone d'Angoulême, le distributeur Ad Vitam prévoit la sortie du film le 26 février 2025,.

### Accueil critique
Sur le site Allociné, l'ensemble de la presse donne une note en moyenne de 3.8⁄5, basée sur 24 critiques, et le côté des spectateurs, 4.1⁄5 pour 3 020 notes, basé sur 752 critiques.

### Box-office
À bicyclette ! attire 37 447 spectateurs (pour 357 copies), score qui lui permet de prendre la première place des sorties. En première semaine, 163 292 entrées sont comptabilisées, et reste au sommet, obtenant la cinquième place du classement hebdomadaire. Après trois semaines d'exploitations, le film cumule plus de 370 000 entrées. Sa projection en salles s'achève avec près de 550 000 entrées.

## Distinctions

### Récompenses
- Festival du film francophone d'Angoulême 2024, en compétition officielle[1],[2],[7] :
  - Valois de la mise en scène pour Mathias Mlekuz
  - Valois du public pour Mathias Mlekuz
  - Valois de la musique de film pour Pascal Lengagne
- Festival 2 Cinéma 2 Valenciennes 2024 : section « Compétition fictions »[13],[14] :
  - Prix du public
  - Prix d'interprétation masculine pour Philippe Rebbot

### Sélection
- Festival du film français d'Helvétie 2024 : section « Découverte »[12]